# Slrn
slrn ist ein textbasierter Open-Source-Newsreader, der ursprünglich für unixoide Betriebssysteme und VMS entwickelt wurde. Mittlerweile steht er aber auch für andere Betriebssysteme, wie Microsoft Windows und OS/2 zur Verfügung. Er ist als freie Software unter der GNU General Public License (GPL) veröffentlicht.
slrn wurde von John E. Davis geschrieben und 1994 veröffentlicht. Die Abkürzung steht für „S-Lang Read News“. S-Lang ist die Skriptsprache, auf der slrn basiert und mit deren Hilfe er vielfältig konfigurierbar ist.